# Andrologie
Andrologia este o ramură a medicinei care se ocupă cu studiul fiziologiei,  anatomiei și patologiei organelor sexuale masculine. Astfel ea are în vedere tulburările sexuale și de reproducere bărbătești și de natură urologică, fiind la bărbați, ca disciplină medicală, echivalenta a ginecologiei la femei. Andrologia a devenit o disciplină medicală ca atare destul de târziu, după 1960. Deseori andrologia este o ramură medicală interdisciplinară  cuprinzând: endocrinologie, genetică umană, urologie, dermatologie și medicină a reproducerii. 